# Yulong Xueshan
Lo Yulong Xueshan (玉龍雪山T, 玉龙雪山S, Yùlóng XuěshānP, lett. "montagna innevata del Drago di Giada") è un massiccio montuoso situato vicino a Lijiang nel nord-ovest della provincia dello Yunnan in Cina.
Culmina con i 5596 m dello Shanzidou (扇子陡S, ShànzidǒuP). Uno dei versanti del massiccio costituisce una delle sponde della gola del Salto della Tigre (虎跳峽S, 虎跳峡P).
Lo Shanzidou è stato scalato una sola volta l'8 maggio 1987 da una spedizione americana.

## Galleria d'immagini

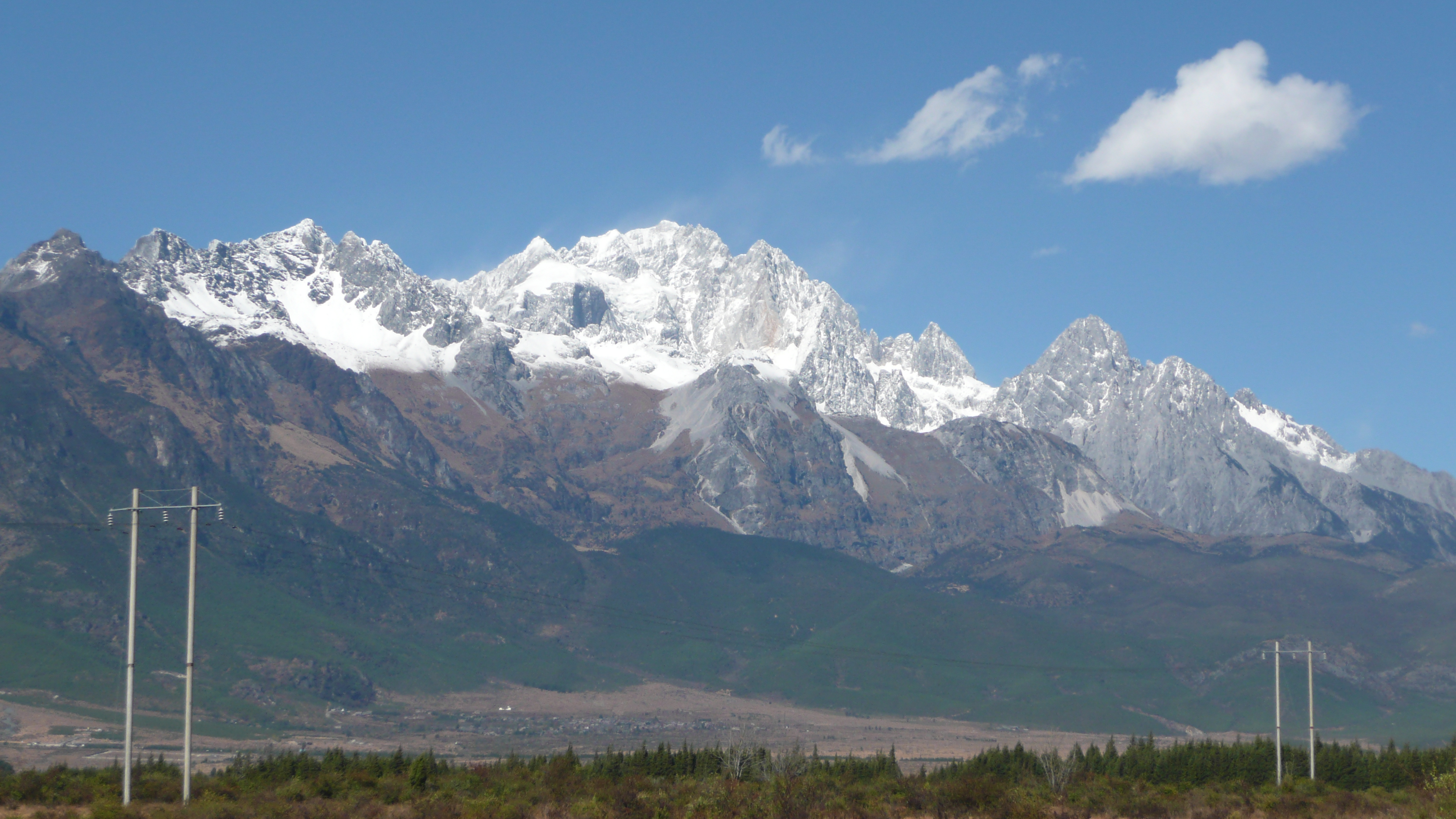
Lo Yulong Xueshan visto da Lijiang
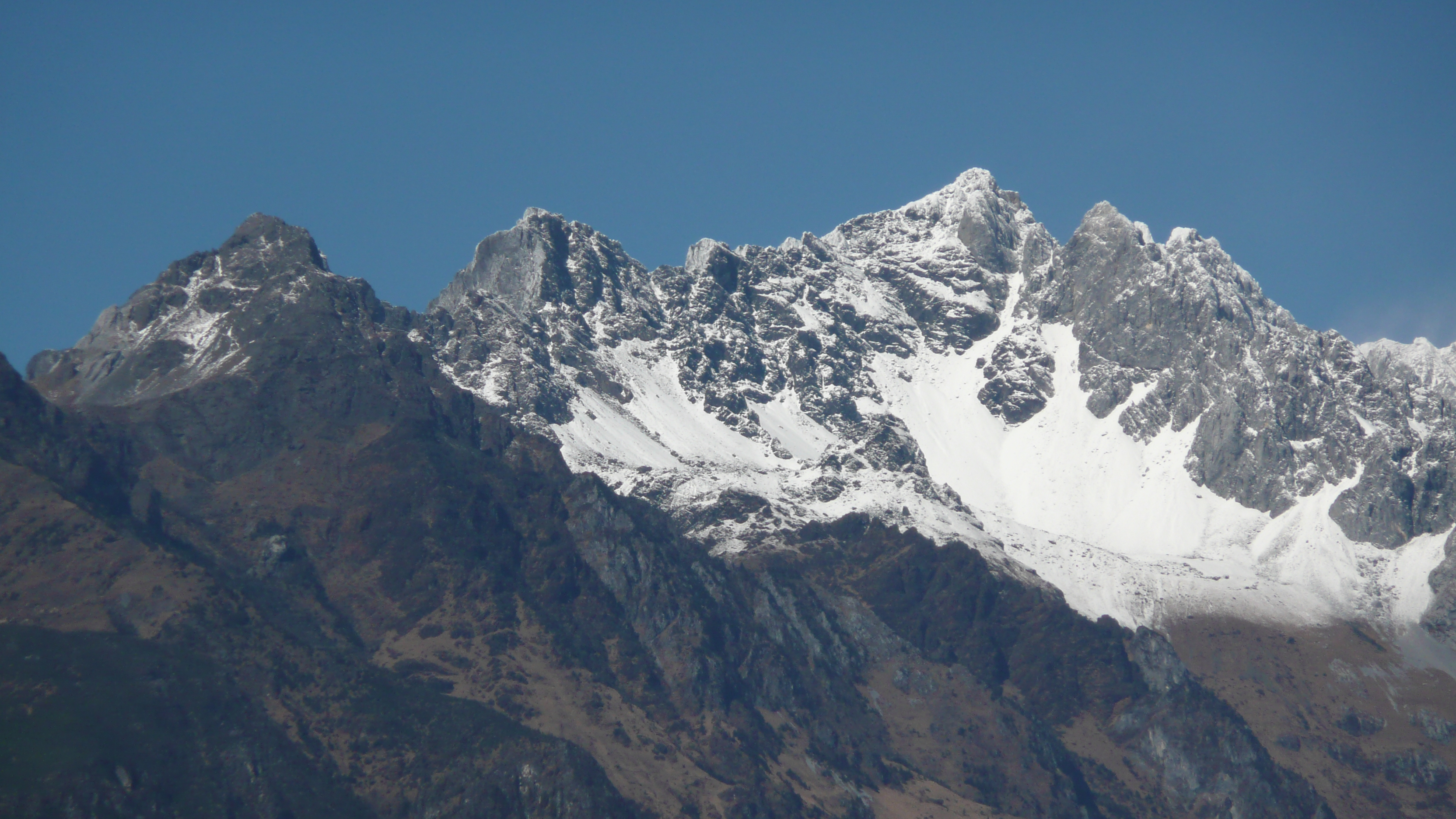
Le vette dello Yulong Xueshan
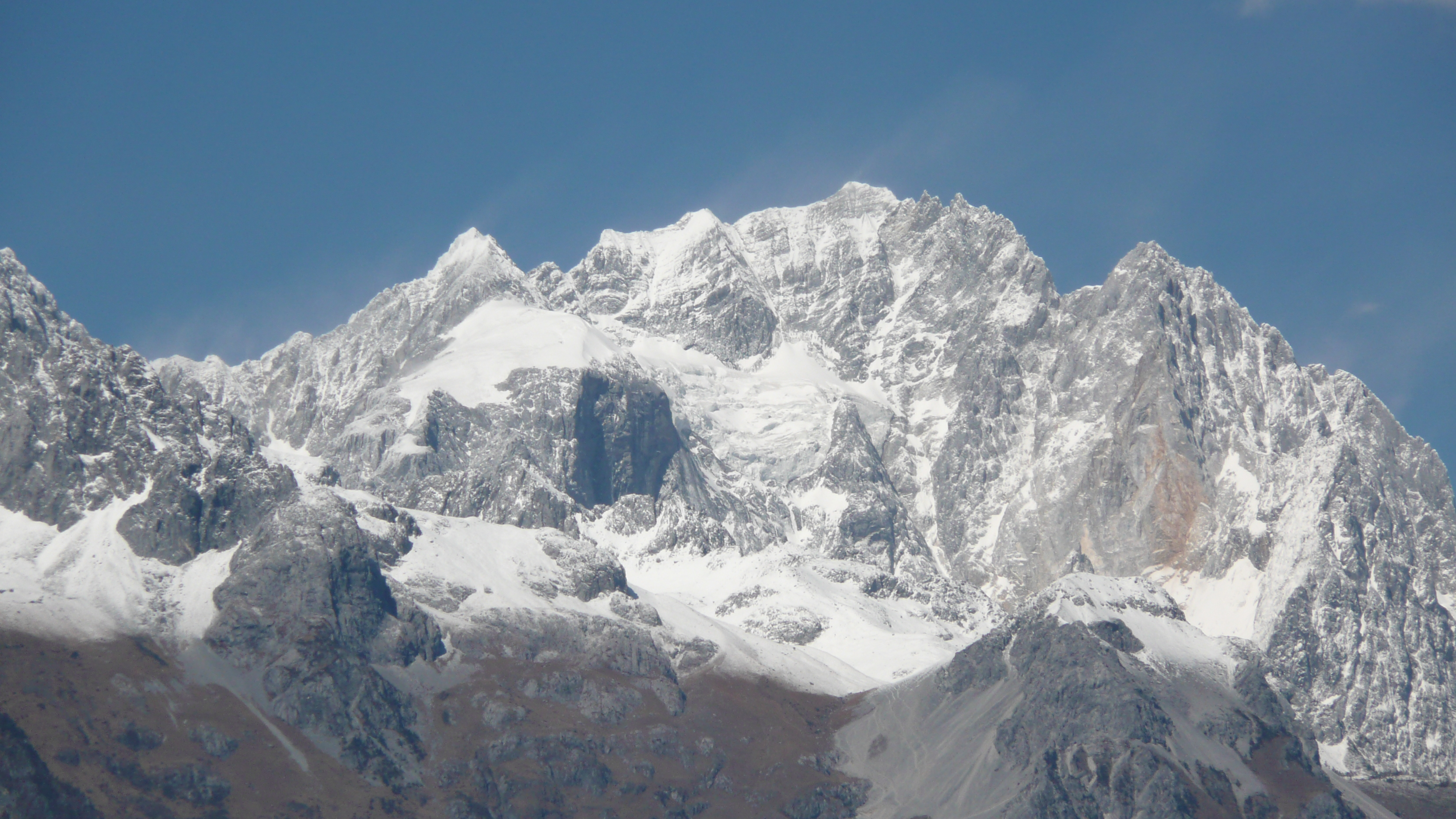
Le vette dello Yulong Xueshan
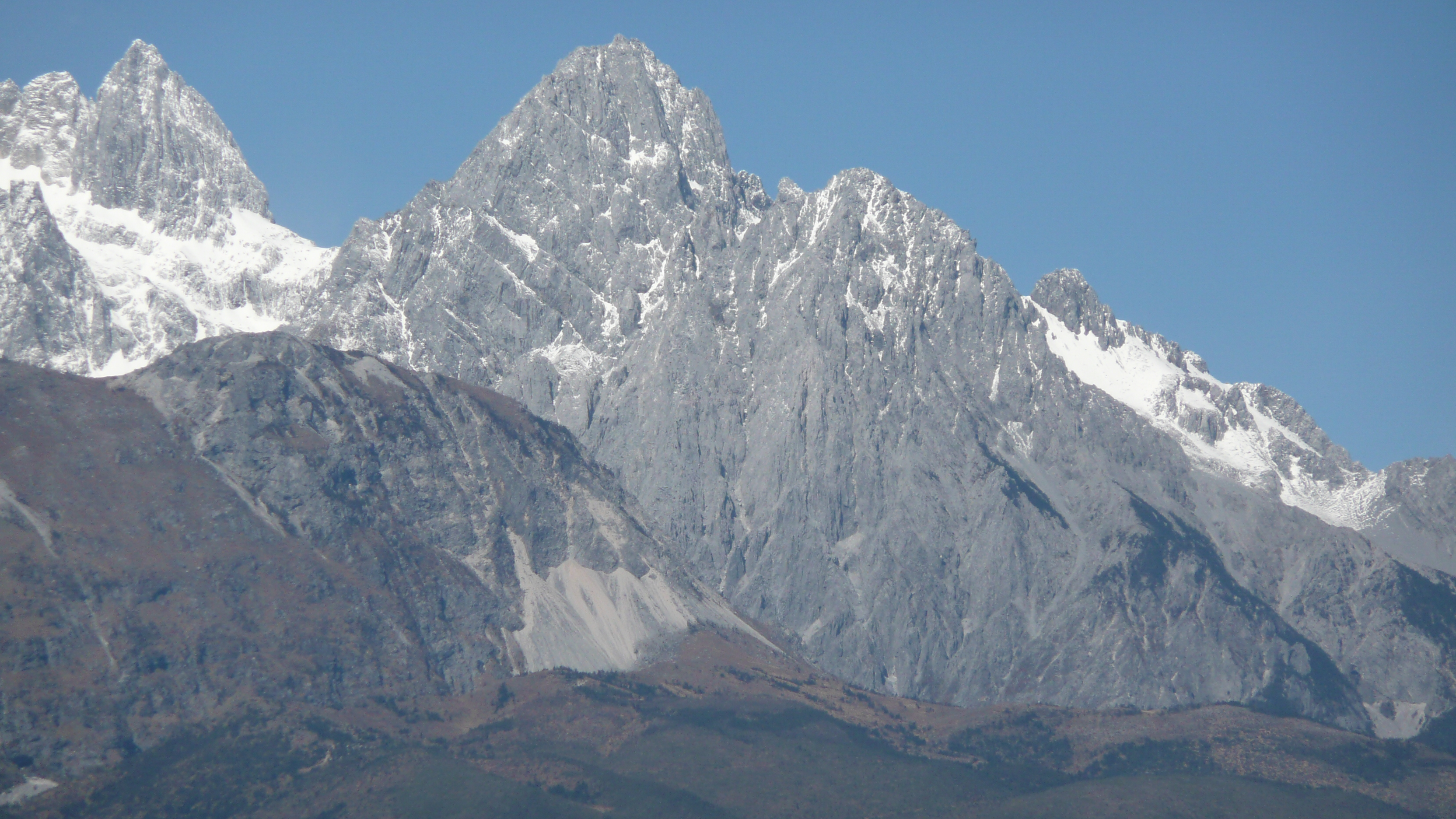
Le vette dello Yulong Xueshan